# Biserică titulară

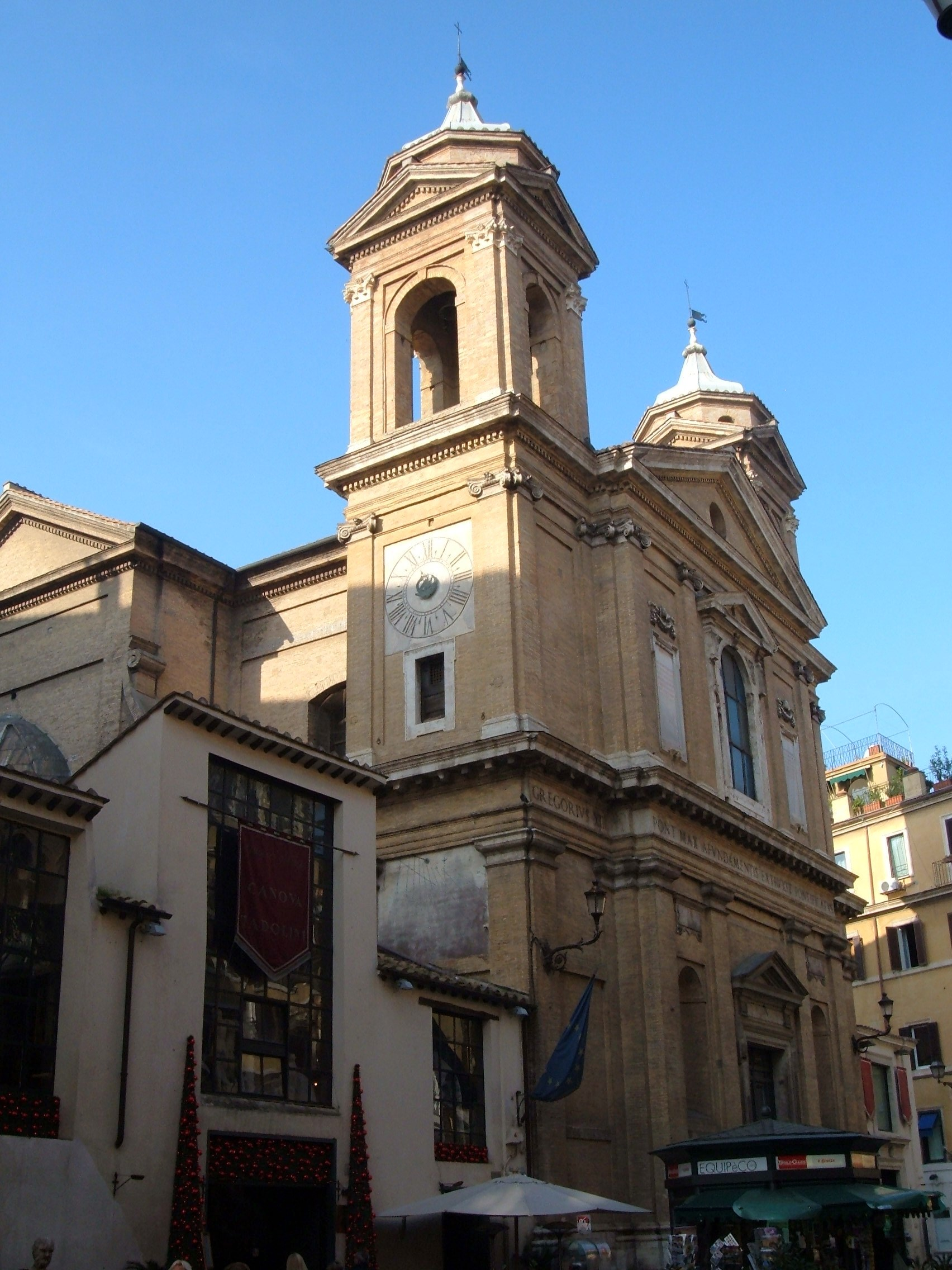
Biserica Sf. Atanasie din Roma, biserica titulară a cardinalului Lucian Mureșan

Biserica titulară (în latină titulus ecclesiae) este lăcașul de cult din Roma atribuit fiecărui cardinal cu ocazia numirii sale în funcție. Obiceiul își are originea în începuturile creștinismului roman, când episcopul Romei era ajutat de preoții marilor biserici din capitala Imperiului Roman.
Primul episcop din afara Romei care a primit o biserică titulară la Roma a fost Atanasie cel Mare. Acesta, refugiidu-se de la Alexandria la Roma din cauza arienilor, a primit din partea papei Iuliu I pe lângă protecție, și o biserică titulară. 